# Cornelius (Carolina del Nord)
Cornelius és una població dels Estats Units a l'estat de Carolina del Nord. Segons el cens del 2000 tenia 11.969 habitants.

## Demografia
Segons el cens del 2000, Cornelius tenia 11.969 habitants, 5.113 habitatges i 3.374 famílies. La densitat de població era de 546,2 habitants per km².
Dels 5.113 habitatges en un 28,1% hi vivien nens de menys de 18 anys, en un 56,8% hi vivien parelles casades, en un 6,5% dones solteres, i en un 34% no eren unitats familiars. En el 27% dels habitatges hi vivien persones soles el 5,2% de les quals corresponia a persones de 65 anys o més que vivien soles. El nombre mitjà de persones vivint en cada habitatge era de 2,34 i el nombre mitjà de persones que vivien en cada família era de 2,87.
Per edats la població es repartia de la següent manera: un 22,4% tenia menys de 18 anys, un 5,8% entre 18 i 24, un 36,7% entre 25 i 44, un 27,2% de 45 a 60 i un 7,9% 65 anys o més.
L'edat mediana era de 37 anys. Per cada 100 dones de 18 o més anys hi havia 101,9 homes.
La renda mediana per habitatge era de 71.259 $ i la renda mediana per família de 89.945 $. Els homes tenien una renda mediana de 60.514 $ mentre que les dones 39.489 $. La renda per capita de la població era de 45.023 $. Entorn del 3,6% de les famílies i el 4,4% de la població estaven per davall del llindar de pobresa.

## Poblacions més properes
El següent diagrama mostra les poblacions més properes.